# بسکتبال در المپیک تابستانی ۱۹۶۸
بسکتبال در بازی‌های المپیک تابستانی ۱۹۶۸ نام رویداد ورزش بسکتبال در بازی‌های المپیک تابستانی بود که در سال ۱۹۶۸ برگزار شد.

## جدول مدال‌ها
| رتبه | تیم                 | بازی | برد | باخت |
| ---- | ------------------- | ---- | --- | ---- |
| 1    | ایالات متحده آمریکا | ۹    | ۹   | ۰    |
| 2    | یوگسلاوی            | ۹    | ۷   | ۲    |
| 3    | اتحاد جماهیر شوروی  | ۹    | ۸   | ۱    |
| ۴    | برزیل               | ۹    | ۶   | ۳    |
| ۵    | مکزیک               | ۹    | ۷   | ۲    |
| ۶    | لهستان              | ۹    | ۵   | ۴    |
| ۷    | اسپانیا             | ۹    | ۴   | ۵    |
| ۸    | ایتالیا             | ۹    | ۵   | ۴    |
| ۹    | پورتوریکو           | ۹    | ۵   | ۴    |
| ۱۰   | بلغارستان           | ۹    | ۴   | ۵    |
| ۱۱   | کوبا                | ۹    | ۳   | ۶    |
| ۱۲   | پاناما              | ۹    | ۲   | ۷    |
| ۱۳   | فیلیپین             | ۹    | ۳   | ۶    |
| ۱۴   | کرهٔ جنوبی           | ۹    | ۲   | ۷    |
| ۱۵   | سنگال               | ۹    | ۱   | ۸    |
| ۱۶   | مراکش               | ۹    | ۰   | ۹    |